# Dan K. McNeill

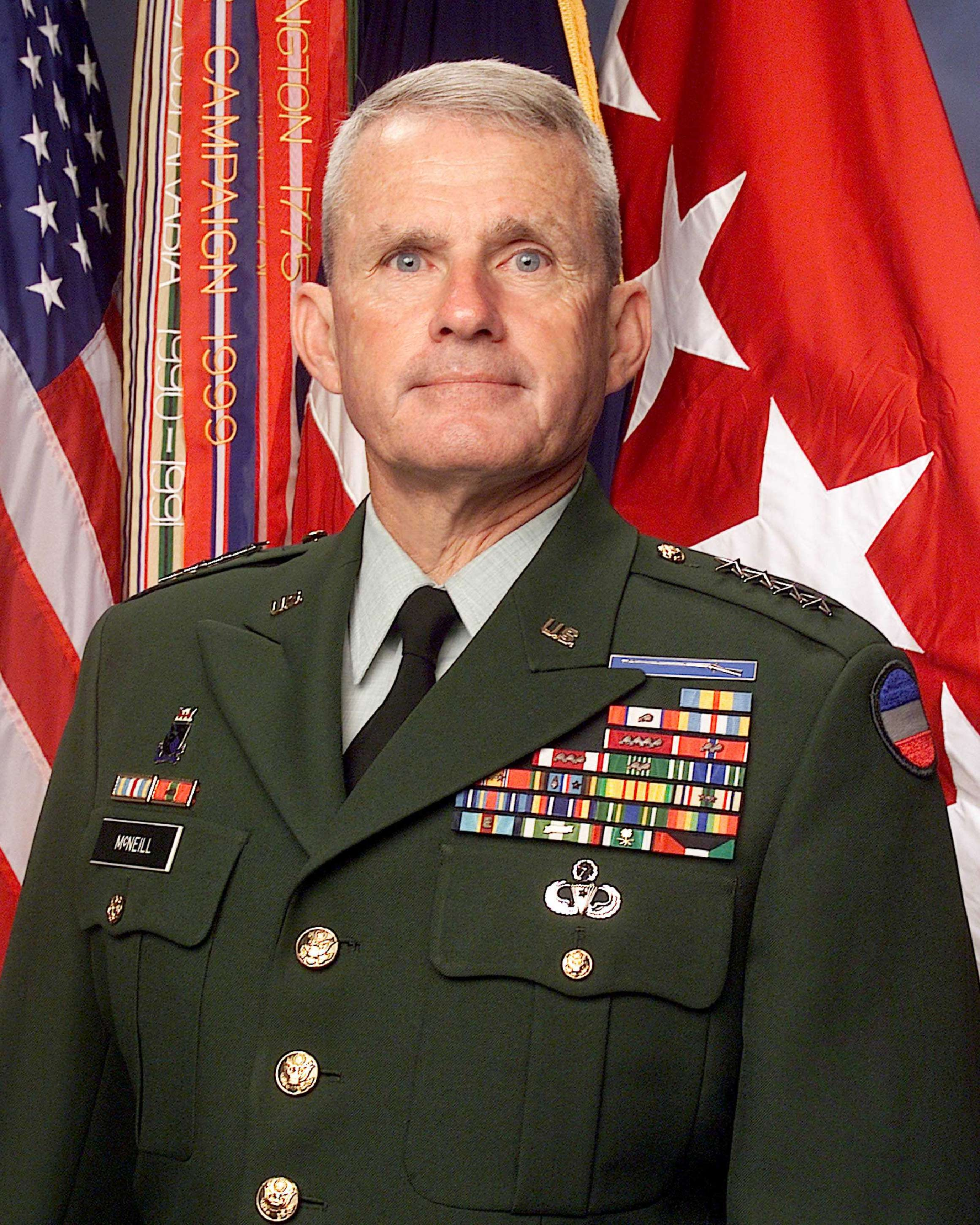
General Dan K. McNeill

Dan K. McNeill (* 23. Juli 1946 in Warsaw, North Carolina) ist ein ehemaliger General der US Army und war von Februar 2007 bis Juni 2008 Kommandeur der International Security Assistance Force (ISAF) in Afghanistan. Vom Juli 2000 bis zum August 2003 war er Kommandierender General des XVIII. US-Luftlandekorps in Fort Bragg und war während dieser Verwendung auch Kommandeur der Combined Joint Task Force 180 im Rahmen der Operation Enduring Freedom in Afghanistan.

## Militärische Laufbahn

### Ausbildung und erste Verwendungen
McNeill schloss 1968 die North Carolina State University mit einem Bachelor of Science in Forstwirtschaft ab und erhielt als ROTC-Student am 3. November 1968 sein Offizierspatent und die Beförderung zum Second Lieutenant. Nach dem Abschluss der Infanterieoffizier-Grundausbildung diente McNeill vom Juli 1968 bis April 1970 als Protokolloffizier am US Army John F. Kennedy Center for Military Assistance in Fort Bragg, North Carolina, und in dieser Verwendung auch im Vietnamkrieg.
Am 3. November 1969 wurde er dann zum First Lieutenant befördert. Vom Mai 1970 bis zum Januar 1971 absolvierte er die US Army Aviation School in Fort Stewart, Georgia, und später in Fort Rucker, Alabama. Während dieser Verwendung wurde er am 3. November 1970 zum Captain befördert und diente ab Februar 1971 bis Januar 1972 als Seniorassistent des Kommandierenden Generals der 1. US-Infanteriedivision in Fort Riley, Kansas. Dann folgte ein Auslandseinsatz in Südkorea, hier diente er vom Januar 1972 bis zum Mai 1973 als Pilot, assistierender Operationsoffizier (S-3) und schließlich als Operationsoffizier der 55. Fliegerkompanie, 52. US-Fliegerbataillon der 8. US-Armee. Als er wieder in den Vereinigten Staaten war, absolvierte er vom Mai 1973 bis zum April 1974 die erweiterte Ausbildung für Infanterieoffiziere an der US Army Infantry School in Fort Benning, Georgia.

### Dienst in Fort Bragg, Lehrtätigkeiten und Stabsausbildung
Nach der Ausbildung diente er von Mai bis Dezember 1974 als assistierender Operationsoffizier (S-3) für Luftoperationen im 2. Bataillon, 505. US-Infanterieregiment der 82. US-Luftlandedivision in Fort Bragg, North Carolina. Im Dezember 1974 übernahm er dann als Kompaniechef die Kampfunterstützungskompanie des Bataillons und diente in dieser Position bis zum April 1976. Ab April wurde McNeill dann bis August 1977 erst als assistierender und später als eigentlicher Operationsoffizier (S-3) der 3. Brigade der Division eingesetzt. Danach übernahm er für ein Jahr bis zum August 1978 das Kommando über die E-Kompanie des 2. Bataillons, 505. US-Infanterieregiment der Division. Vom August 1978 bis zum Juni 1980 war McNeill dann als Dozent für Militärwissenschaft am Georgia Military College in Milledgeville, Georgia und wurde in dieser Verwendung am 5. Juli 1979 zum Major befördert. Danach absolvierte er dann bis zum Juni 1981 das Command and General Staff College in Fort Leavenworth, Kansas und arbeitete anschließend als Autor für Doktrin in der Taktikabteilung des Colleges.

### Stabsverwendungen und Kommandos

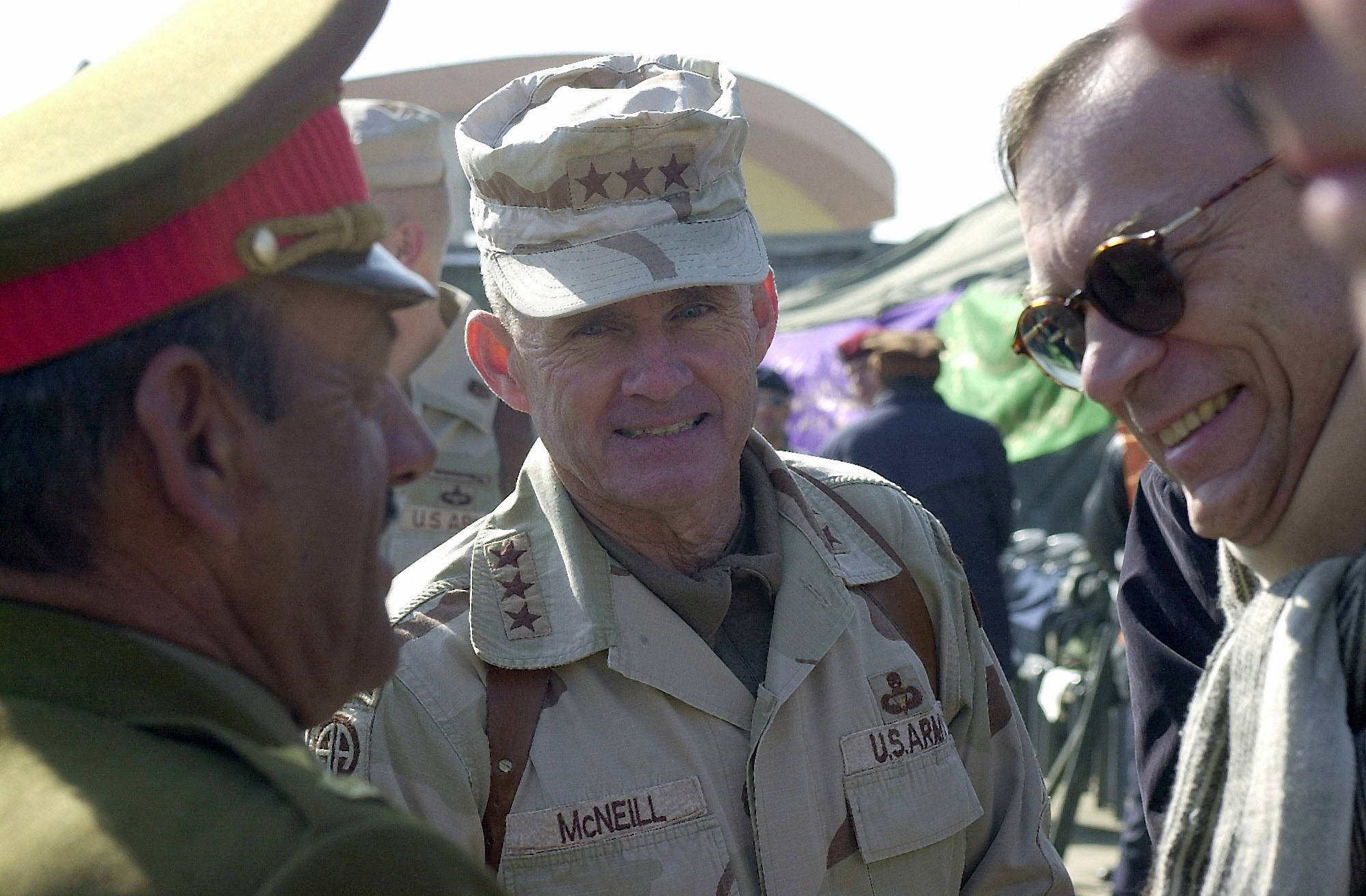
Dan K. McNeill in Kabul, 2003.

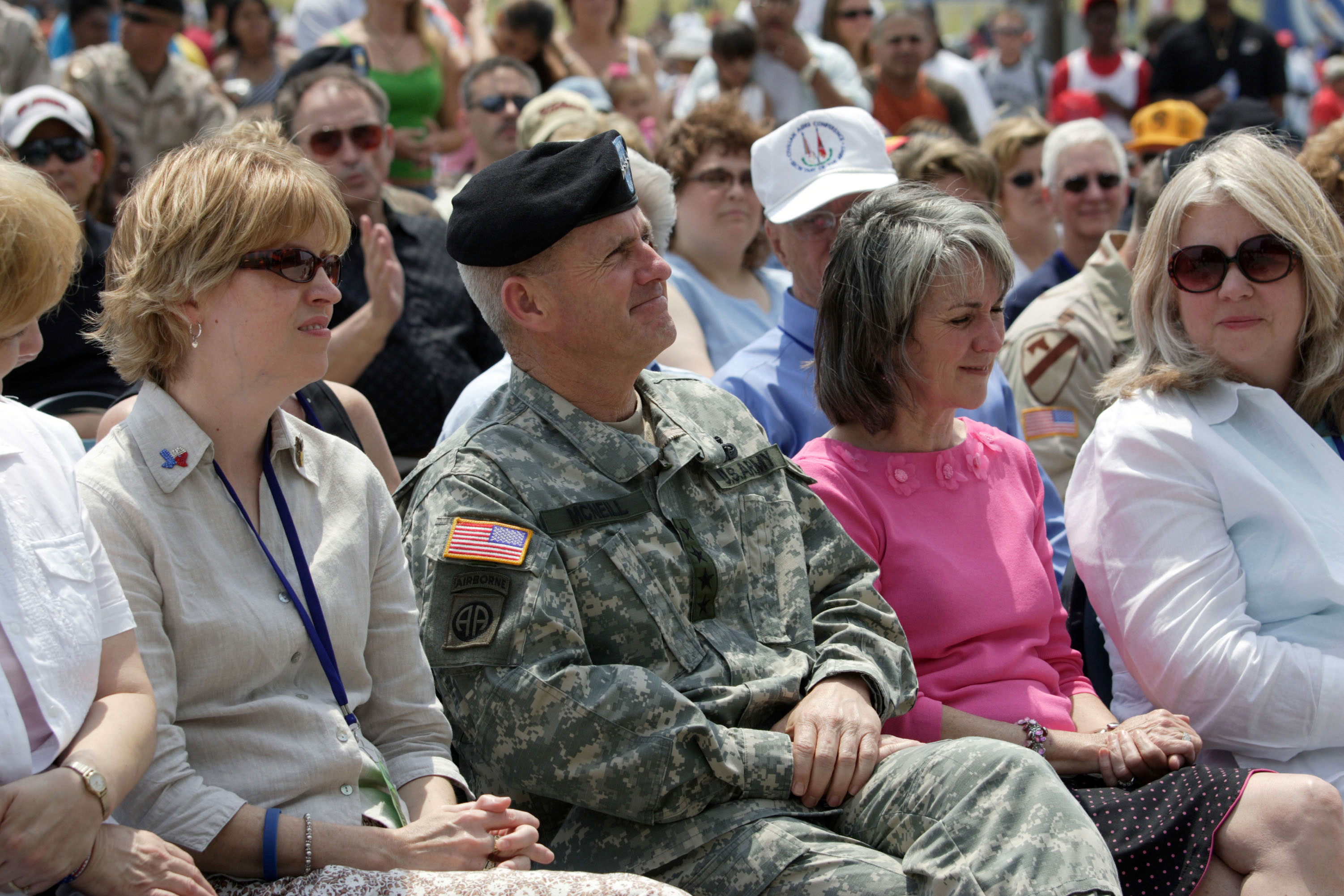
McNeill in Fort Hood, 2005.

Vom Juni 1982 bis zum Juli 1984 diente McNeill als Erster Offizier des 1. Bataillons, 509. US-Infanterieregiment, später umgruppiert zum 4. Bataillon, 325. US-Infanterieregiment in Vicenza, Italien. Danach diente er ein Jahr lang als Sekretär des Generalstabs der US Army Southern European Task Force in Vicenza, um danach am 1. Juni 1985 zum Lieutenant Colonel befördert zu werden und im Juli als Erster Offizier der Unterstützungskompanie der 82. US-Luftlandedivision wieder ein Truppenkommando zu übernehmen. Im Mai 1986 übernahm McNeill bis zum Juni 1988 das Kommando über das 1. Bataillon des 325. US-Infanterieregiments. Vom August 1988 bis zum Juni 1989 absolvierte er schließlich das US Army War College in den Carlisle Barracks in Pennsylvania. Danach diente er bis zum August 1991 als assistierender Stabschef für Operationen (G-3) der 82. US-Luftlandedivision und wurde am 1. März 1991 zum Colonel befördert. In dieser Verwendung diente er während der Operation Just Cause in Panama und der Operation Desert Shield/Storm in Saudi-Arabien. Vom August 1991 bis zum Juli 1993 übernahm er dann das Kommando über die 3. Brigade der Division in Fort Bragg. Danach wurde McNeill bis zum März 1995 als assistierender Stabschef für Operationen (G-3) im Stab des übergeordneten XVIII. US-Luftlandekorps eingesetzt. Im September 1995 wurde er dann zum Brigadier General befördert und diente seit März desselben Jahres als assistierender Divisionskommandeur der 2. US-Infanteriedivision der 8. US-Armee in Südkorea. Im Juni 1996 kehrte McNeill in die Vereinigten Staaten zurück und übernahm in Fort Bragg den Posten des Stabschefs des XVIII. US-Luftlandekorps und danach im August 1997 den Posten des stellvertretenden Kommandierenden Generals des I. US-Korps in Fort Lewis, Washington. Am 1. Oktober 1998 wurde er dann zum Major General befördert und diente seit Juli als Kommandierender General der 82. US-Luftlandedivision.
Am 20. Juli 2000 wurde McNeill zum Lieutenant General befördert und übernahm bis zum August 2003 das Kommando über das XVIII. US-Luftlandekorps und war während dieser Verwendung vom Mai 2002 bis zum Mai 2003 auch Kommandeur der Combined Joint Task Force 180 im Rahmen der Operation Enduring Freedom in Afghanistan. Im September 2003 übernahm er dann bis zum Mai 2004 den Posten des stellvertretenden Kommandierenden Generals und Stabschefs des US Army Forces Command in Fort McPherson, Georgia. Am 7. Mai 2004 übernahm er dann das Kommando über das US Army Forces Command und wurde im Juli schließlich zum General befördert.
Am 20. September 2006 wurde McNeill für den Posten des Kommandeurs der ISAF in Afghanistan nominiert. Dies bestätigte der US-Senat am 29. September 2006. Er hat  den bisherigen Kommandeur, den britischen Lieutenant General David J. Richards, am 4. Februar 2007 abgelöst. Das Kommando über das US Army Forces Command übergab er bereits am 9. Januar 2007 an General Charles C. Campbell. Nach 16 Monaten übergab er das Kommando der ISAF an General David D. McKiernan und trat in den Ruhestand.

## Auszeichnungen
Auswahl der Dekorationen, sortiert in Anlehnung der Order of Precedence of Military Awards:
- Defense Distinguished Service Medal
- Army Distinguished Service Medal (2 ×)
- Defense Superior Service Medal
- Legion of Merit (5 ×)
- Bronze Star (2 ×)
- Meritorious Service Medal (4 ×)
- Army Commendation Medal (3 ×)
- Army Achievement Medal